# 奧拉西奧·埃利松多
奧拉西奧·埃利松多（西班牙語：Horacio Marcelo Elizondo，1963年11月4日—），阿根廷人，足球裁判。
本身為體育教師，於1994年1月1日成為正式足球裁判。他曾在2006年世界杯中執法，包括了揭幕戰和決賽。